# Паразитизм

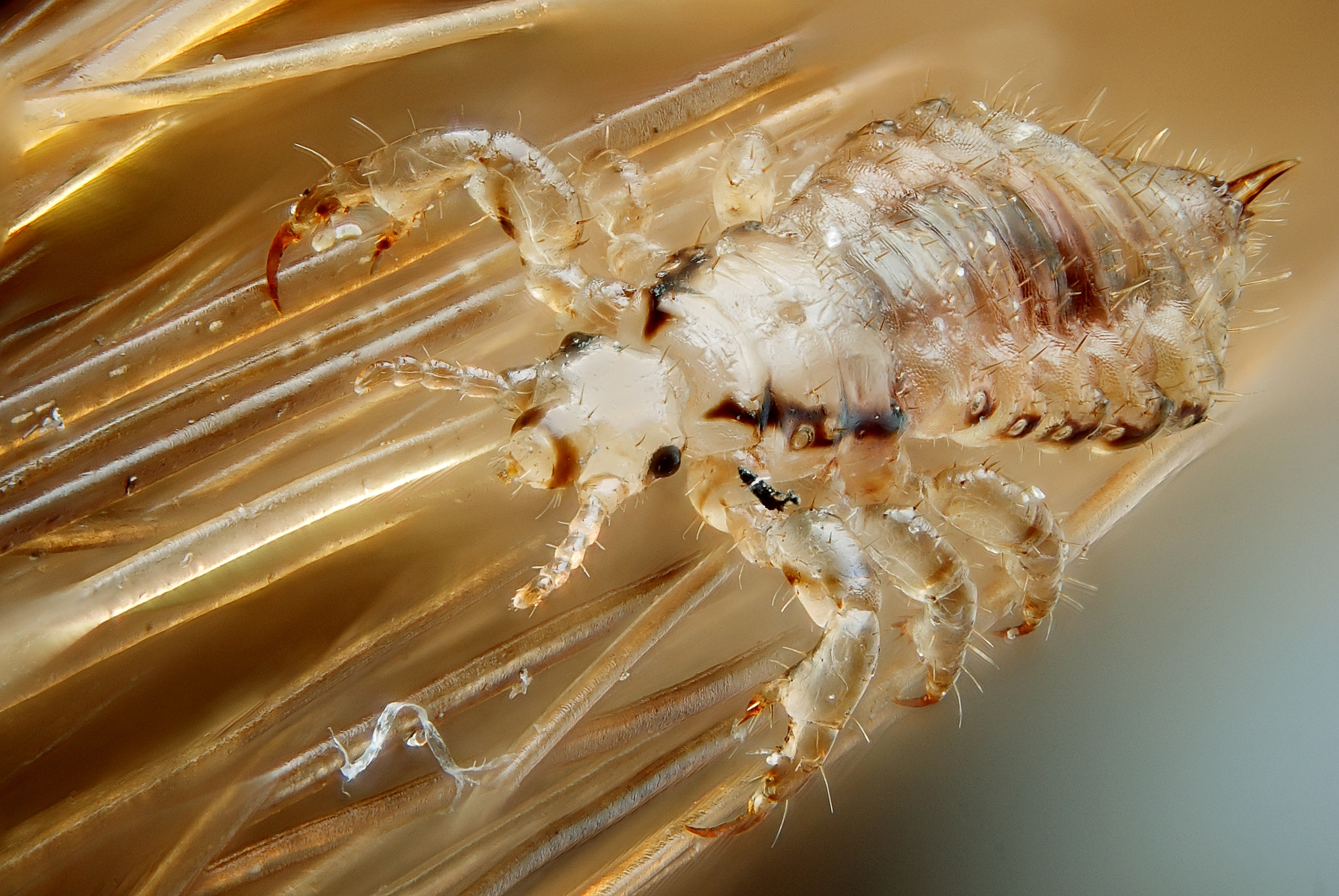
Pediculus humanus capitis — зовнішній паразит людини

Паразитизм — вид взаємозв'язків між різними видами, за якого один з них (паразит) певний час використовує іншого (хазяїна) як джерело живлення та середовище існування, частково чи повністю покладає на нього регуляцію своїх взаємовідносин з довкіллям. Назва терміна походить від слова «парази́т» (грец. Παράσιτο — «нахлібник»). Терміном «паразит» називають організм, який живе за рахунок іншого організму, якого іменують хазяїном.
Паразитизм трапляється серед різних груп організмів: тварин (найпростіші, плоскі черви, нематоди, кільчасті черви, молюски, членистоногі), бактерій, грибів (борошнисто-росяні, трутовики, ріжки, сажки) і навіть у квіткових рослин (повитиця). Відмінність паразитизму від хижацтва та інших форм взаємодії організмів полягає в тому, що фізіологія паразита підпорядкована фізіології хазяїна, його життєвий цикл (саме його існування або розмноження) неможливе (або сильно ускладнене) без отримання від хазяїна необхідних для нього біологічних ресурсів. Такі придатні для нього ресурси паразит може отримати тільки від обмеженого числа типів хазяїв. Чим довше (філогенетично) триває співіснування, тим якісніше вид-паразит пристосовується до свого хазяїна і тим менше шкоди завдає йому.
У медицині паразитами зазвичай не дуже виправдано традиційно називають еукаріотичні організми. Тобто найпростіших, що інфікують людину, вважають паразитами, а бактерій при цьому не визначають паразитами. При цьому часто в медичній літературі не визначають як паразитів і гриби, що уражають людей, хоч вони і є еукаріотами.

## Типи паразитизму
Паразитів, котрі живуть всередині тіла хазяїна, називають ендопаразитами (наприклад, аскариди в кишечнику коня або людини); ті паразити, що живуть на зовнішніх покривах хазяїна, називають ектопаразитами (наприклад, блохи та кліщі). Епіпаразити, або надпаразити — це паразити, що паразитують на інших паразитах. Зазвичай, ендопаразити в пошуках хазяїна покладаються на пасивні механізми (поширення яєць або личинок для випадкового поїдання твариною-хазяїном тощо), а ектопаразити поширюються активно: так, наприклад, у вагітних самиць кролів перед пологами помітно збільшується кількість бліх, які потім переходять на потомство кролів.
Паразити-некротрофи використовують хазяїна, призводячи до його смерті від нестачі поживних речовин або побічних ефектів від життєдіяльності паразита (наприклад, таким паразитом для людини є бактерія — збудник чуми). Паразитів-некротрофів у випадку, коли вони можуть виживати після смерті хазяїна, називають паразитоїдами.
Паразити-біотрофи звичайно не призводять до смерті хазяїна і не можуть вижити у випадку його смерті. Такими паразитами, зокрема, є численні віруси.
Соціальні паразити отримують вигоди від взаємодії з угрупованнями соціальних тварин (наприклад мурах або термітів), використовуючи особливості їхньої суспільної організації (такими є, наприклад, кілька видів жуків, що живуть в мурашниках, живлячись на «складах» продуктів всередині них, та отримуючи від мурах захист від ворогів). Клептопаразитизм виявляється в крадіжці їжі, матеріалів для гнізд тощо, одними видами в інших. Клептопаразитами є, наприклад, тропічні птахи фрегати, які самі майже не можуть добувати рибу, але відбирають її в інших птахів. Специфічний гніздовий паразитизм характерний для багатьох видів зозуль: в цьому випадку птахи-паразити підкладають свої яйця в гнізда інших птахів, котрі потім вигодовують чужих пташенят.

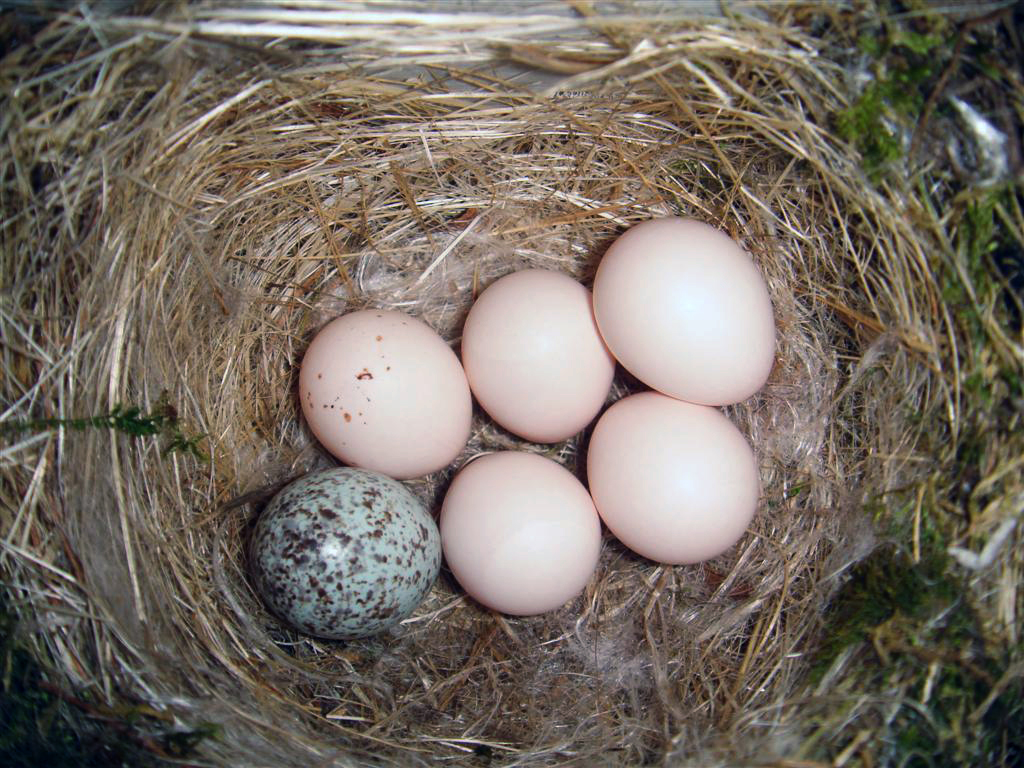
Гніздовий паразитизм як форма паразитизму

Біологічне шахрайство, як тип паразитизму, звичайно розвивається в ситуаціях генералізованого неспецифічного мутуалізму між широкими спектрами організмів — таких, зокрема, як утворення мікоризи між грибами та рослинам. Деякі види рослин виробили пристосування до утворення «мікоризоподібної» структури з гіфами грибниці, при цьому не постачаючи в грибницю поживні речовини в обмін на мінеральні (як це відбувається в нормальній, симбіотичній грибниці), а висмоктуючи їх звідси — при цьому гриб, що утворив мікоризу, отримує їх з іншої рослини.

## Еволюційні аспекти
Біотрофічний паразитизм звичайно є вельми успішним пристосуванням. Залежно від системи визначень, близько половини відомих видів тварин мають щонайменше одну паразитичну стадію у своєму життєвому циклі; також паразитизм досить часто зустрічають серед рослин та грибів. З іншого боку, практично всі вільноживучі види тварин є хазяями одного чи більше таксонів паразитів.
Організми-хазяї зазвичай в ході еволюції також виробляють захисні механізми проти паразитів. Рослини часто продукують токсини, що можуть одночасно завдавати ефективного впливу на паразитичні гриби, бактерії та рослиноїдних тварин. Імунна система хребетних здатна нейтралізувати більшість паразитів (особливо мікропаразитів) при їхньому контакті з рідинами організму.
З іншого боку, більшість паразитів, особливо мікроорганізмів, еволюційно надбали адаптації для захисту від протидії хазяїв. Такими адаптаціями можуть бути потовщені клітинні стінки бактерій, гачки на кінцівках, що запобігають вичісуванню бліх та кліщів з волосяного покриву, та інше.
При описаному типі взаємодії обидва види (хазяїн та паразит) звичайно спільно еволюціюють до більш-менш стабільного стану, коли їхній вплив на чисельність один одного стає мінімально можливим (але з цього правила можуть бути й винятки — дивіться паразитоїд).
Інколи дослідження паразитів допомагає виявити родинні зв'язки між їхніми хазяями. Наприклад, довготривалий диспут орнітологів відносно систематичного положення фламінго — чи є вони більш спорідненими з рядом Лелекоподібні (Ciconiiformes), або Гусеподібні (Anseriformes) — було вирішено завдяки дослідженню їхніх паразитів, які виявились спільними з такими у Гусеподібних (втім, дослідження ДНК в останні роки показало, що фламінго не є дуже близькими родичами й цього ряду).

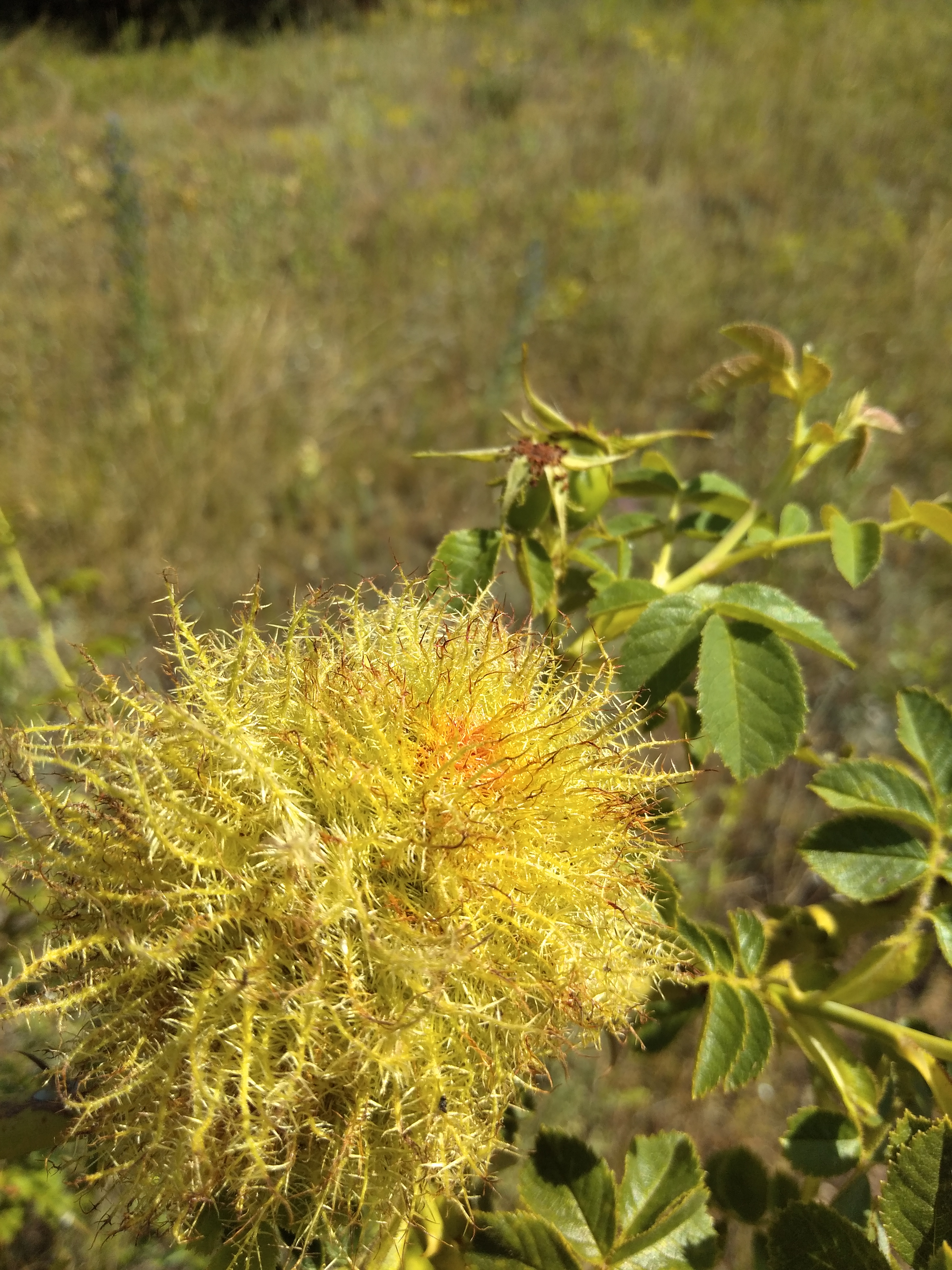
Галлова троянда на шипшині, спричинена розростанням стебла у наслідок розвитку личинок Diplolepis rosae.

Важливо зазначити, що такі визначення як «надбання» та «шкода» при використанні їх відносно паразитизму, відносять не до окремих осіб, а до таксона в цілому. Наприклад, якщо при ураженні паразитом особа стає сильнішою та витривалою, але втрачає функцію розмноження (як це буває при ураженні равликів деякими плоскими червами), цей організм слід вважати таким, що в еволюційному сенсі зазнав шкоди від даного паразита.
Сама по собі шкода, завдана паразитом хазяїну, може варіювати в дуже широких межах: від різного типу тканинних уражень, таких як кастрація або розчинення кісток, до набагато витонченіших, таких як зміна поведінки хазяїна.
Паразитичний гриб Ophiocordyceps unilateralis розвивається в мурашках-червицях Camponotus castaneus і C. americanus, що мешкають в Південній Кароліні (США). У заражених мурашок змінюється поведінка, і в підсумку вони вмирають, дуже міцно вчепившись щелепами в гілки, що сприяє поширенню спор паразита. Американські біологи отримали чисту культуру гриба-маніпулятора і заразили ним три види мурашок-червиць. Гриб успішно розвивався в тілі всіх трьох видів, але вигідна грибу маніпуляцією передсмертною поведінкою спостерігали тільки у тих двох, які є жертвами паразита в природі. З'ясували також, що клітини гриба виділяють різні набори речовин в присутності живої мозкової тканини мурах різних видів. Це свідчить про те, що вплив паразита на нервову систему хазяїна є видоспецифічним: мабуть, він приладжується під біохімічні особливості мозку жертви.
Науковці з факультету інтеграційної біології університету Південної Флориди в Тампі (США) узагальнили усі наукові роботи, в яких досліджували залежність зараження паразитами від чинників середовища. Аналіз цих робіт показав, що чим вище різноманітність видів у співтоваристві, тим менше страждають від інфекційних хвороб його учасники.